# Église protestante Worms-Leiselheim

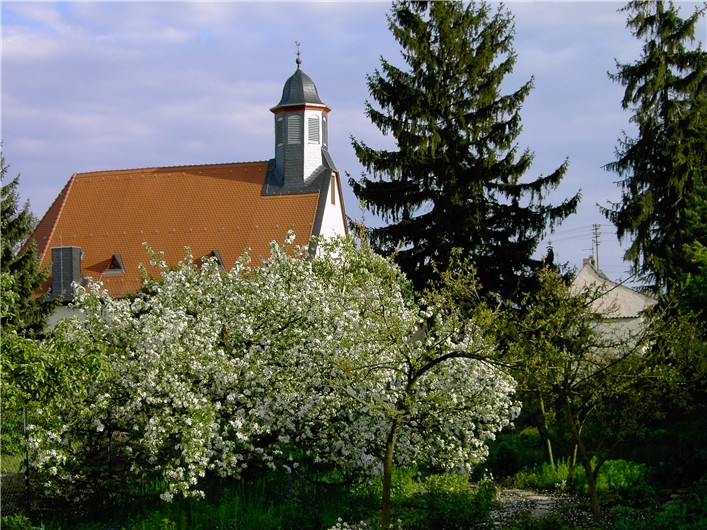
Vue à partir du cimetier

L'Église protestante de Worms-Leiselheim est située à l'entrée Est du village. Leiselheim est un quartier Ouest de Worms.

## Histoire
Avec la Réforme protestante, il y avait aussi à Leiselheim une querelle entre les différentes confessions; le principe « cuius regio eius religio » (Paix d'Augsbourg de 1555) créait, comme dans d’autres régions allemandes, une certaine inquiétude: Les habitants devaient accepter et pratiquer la confession infligée par les supérieurs ce qui signifiait pour les croyants de multiples changements de confession en cas où les dirigeants changeaient pour des raisons diverses (la guerre, le mariage, la vente).
À Leiselheim, le calme revint seulement lorsque Charles Ier Louis du Palatinat (1649 - 1680) a permis des confessions différentes. Depuis Leiselheim était une commune avec plusieurs confessions où les protestants tenaient la majorité (Lutheraner et Reformierte).

## Églises protestantes à Leiselheim

### Division des Églises
Jusqu'à la division des Églises (1705), il n'y avait que l'église au cimetière (Église Saint-Laurent) à Leiselheim, qui a été utilisée par toutes les confessions chrétiennes, ce qui ne se passait pas sans conflits. Cette Église est un bâtiment qui remplaçait une église construite à la fin du XIVe siècle. Après la Réformation, elle était la propriété commune des Catholiques et des Réformés, donc c'était une Église simultanée. La transition du gouvernement local de la Palatinat électoral à l’évêché de Worms et la levée du simultaneum du Palatinat dans les années 1706 et 1707, l'église est devenue la possession exclusive de la communauté catholique par tirage au sort. Ce résultat a provoqué une grande surprise puisque, à l'époque, de 63 familles dans Leiselheim seulement 3 appartenaient à la foi catholique.

### Maison de Prière
Les luthériens avaient déjà installé une maison de prière dans la Tränkstraße qui était surnommée par les locaux comme le lutherisch Kirch (en français : église lutherienne). Les Réformés ont dû chercher un nouveau domicile qu’ils ont trouvée d'abord à la Mairie. - 10 ans plus tard (1716), ils ont pu construire une église

### Église protestante

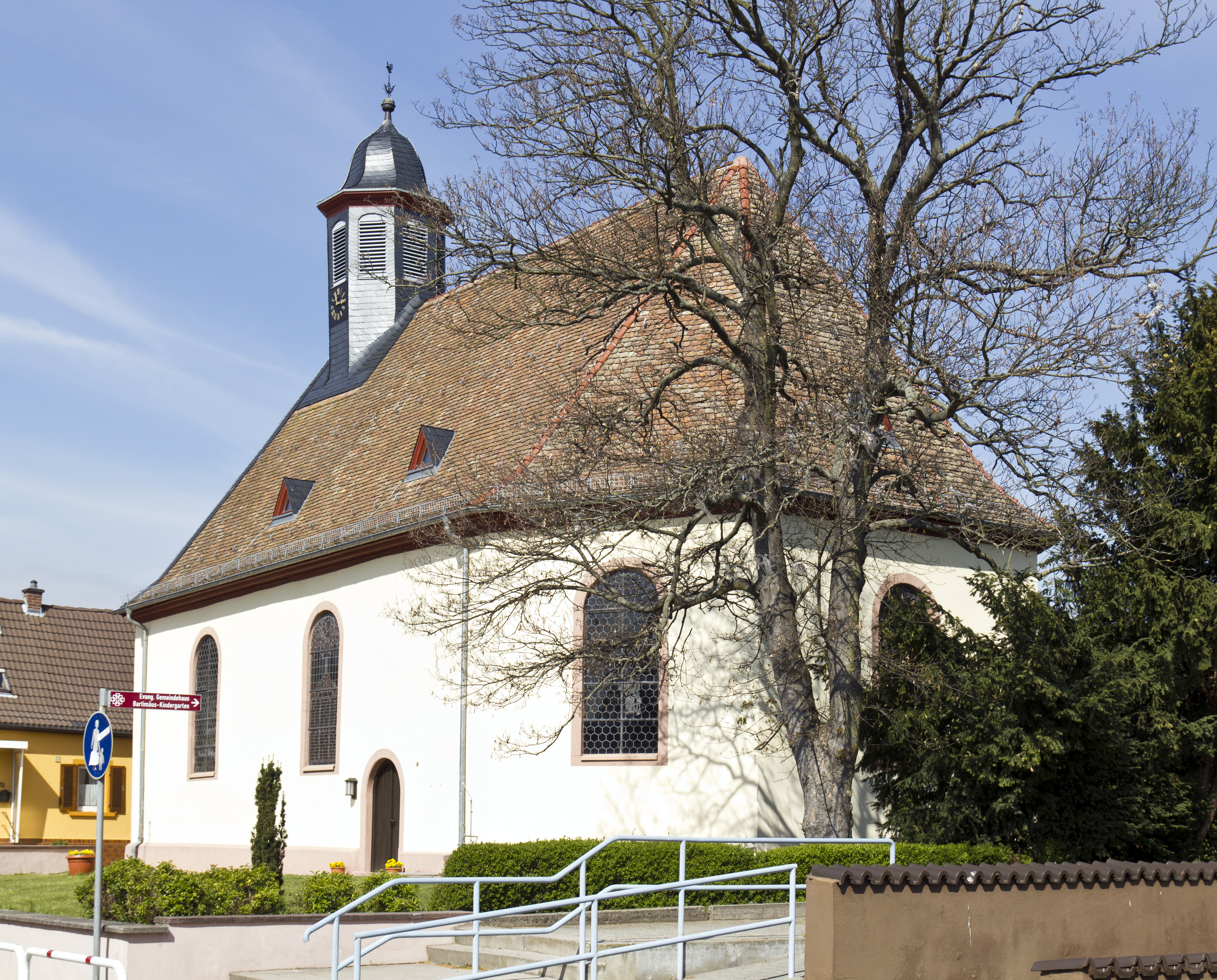
Vue de l'entrée orientale du village

Depuis le Union des cultes en 1822, les réformés et les luthériens utilisent la même église, celle des réformés, qui a subi de multiples agrandissements et rénovations. En 1998 elle fut déclarée Denkmalschutz (en français : Monument Historique) en disant : Elle était le type caractéristique de l'Église réformée dans l'ancien Palatinat ".

### Pasteurs
La paroisse de Leiselheim a aussi géré celles de Hochheim, de Neuhausen et plus tard encore de Pfiffligheim. C’est seulement en 1957 qu’on a installé un bureau pour un vicaire à Leiselheim et en 1970 Leiselheim est devenu paroisse indépendante avec un pasteur.
| Vicaires         | Heinebach     | 1957–1958 | Dittmann                             | 1959–1960 |
| Vicaires         | Lichtenthäler | 1960–1961 | Bitsch                               | 1961–1962 |
| Vicaires         | Göbel         | 1962–1963 | Hock                                 | 1963–1964 |
| Vicaires         | Petersen      | 1964–1966 | Dr Schirmer                          | 1966–1967 |
| Vicaires         | Hoff          | 1967–1968 |                                      |           |
| Vicaires         | Kußmann       | 1970–1973 | Dr Burger                            | 1973–1974 |
| Pasteurs gérants | Dietermann    | 1976–1979 | Koob                                 | 1982–1983 |
| Pasteur gérant   | Fischer       | 1985–1989 | à partir de 1989 pasteur de paroisse | 1989-     |

Comme le tableau le montre, il y avait des postes vacants (1975, 1980, 1981). Depuis 2012, le Pasteur Klaus Fischer s'occupe en même temps de la paroisse de Pfiffligheim.

## Intérieur

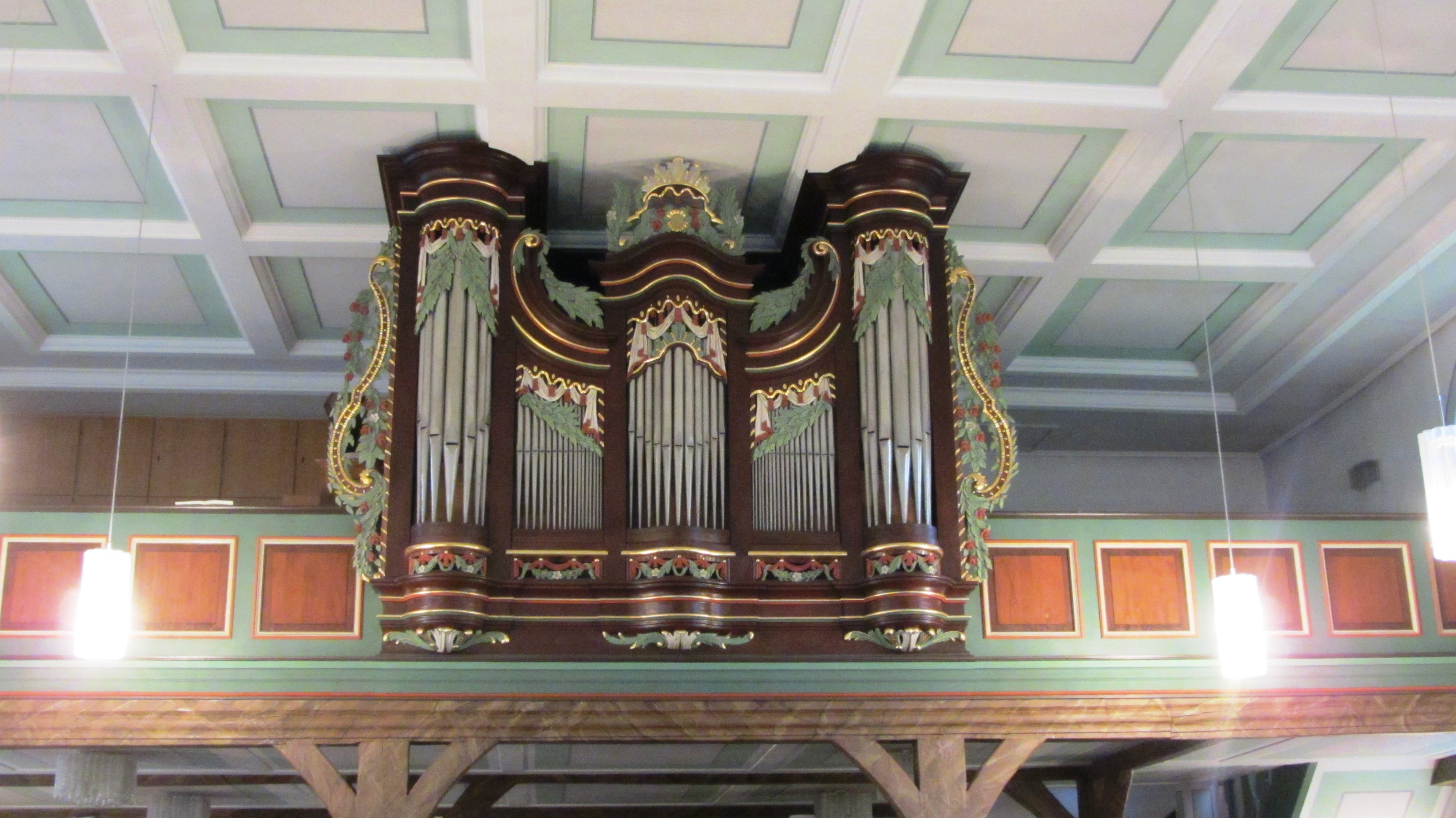
l'orgue
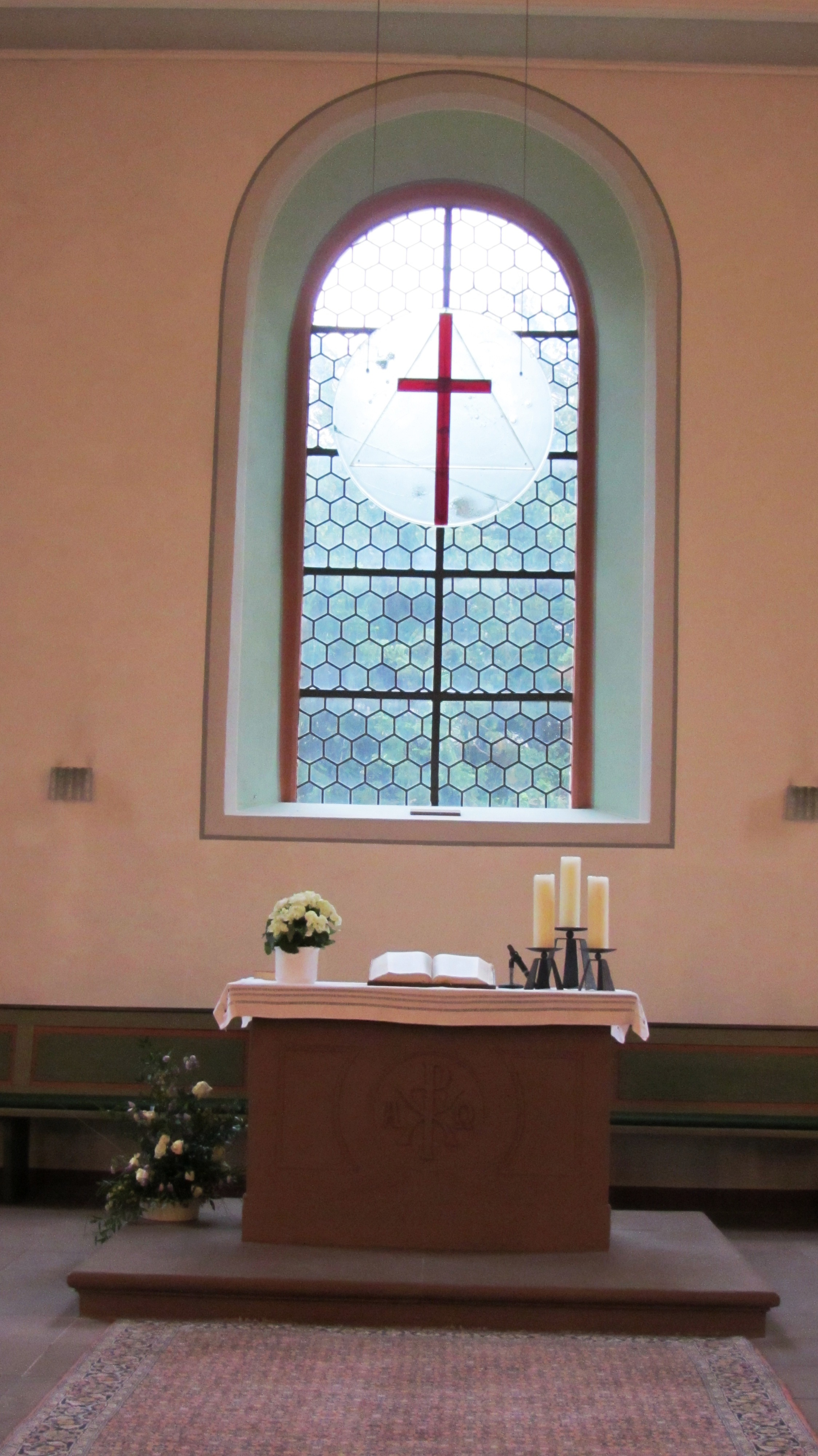
vue sur l'autel
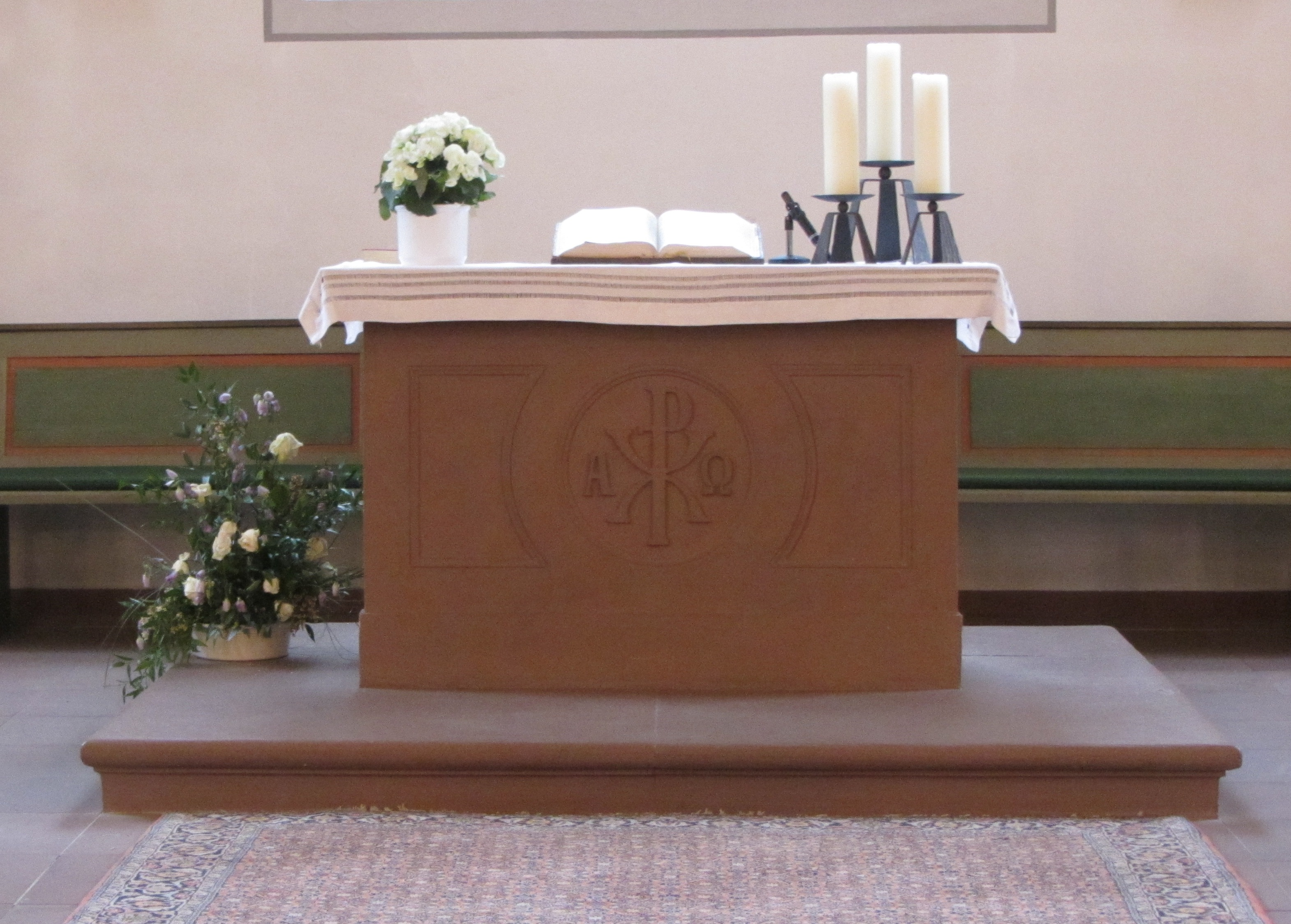
l'autel
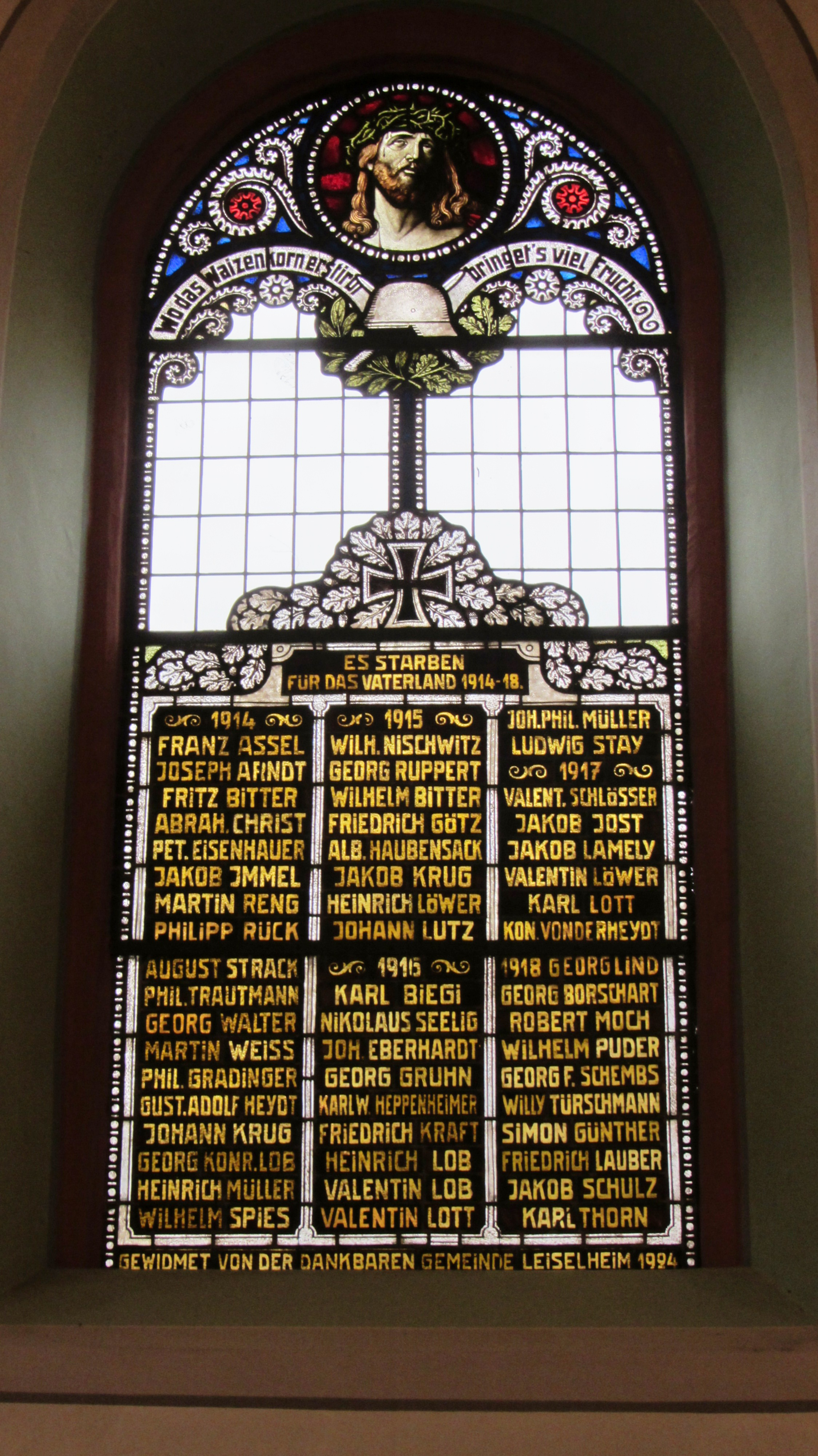
pour les morts de la guerre 1914-1918